# Maloy Lozanes
Maria Lucia Moreno Lozañes (n. 13 decembrie 1976), cunoscută mai bine după numele de scenă MaLoY, este o cântăreață filipinezo-germană de muzică pop și dance. Ea a fost cea de-a doua solistă vocală feminină a trupei germane de Eurodance Captain Jack între anii 1998 și 2000. După o pauză în carieră, ea a revenit în 2006 colaborând cu Shaun Baker.

## Discografie
- 1997 – - Toybox
  - "Love To The Limit" (Single)
- 1999 – - Captain Jack
  - "Dream A Dream" (Single)

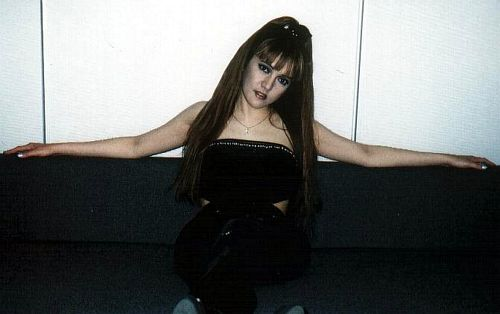
MaLoY

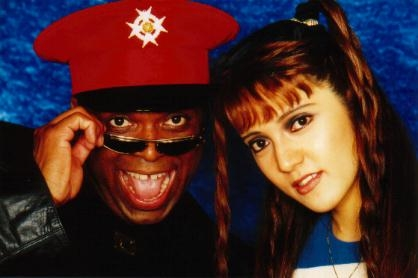
Franky Gee și Maloy (Captain Jack)

  - "Get Up" (Single) – - feat. "Gipsy Kings"
  - "The Captain's Revenge" (Album)
- 2000 – - Captain Jack
  - "Only You" (Single)
- 2007 – - Shaun Baker
  - "V.I.P." (Single)
  - "POWER" (Single)
- 2008 – - Shaun Baker
  - "Hey, Hi, Hello" (Single)
  - "Could You, Would You, Should You" (Single)
- 2009 – - Shaun Baker
  - "Give" (Single)
- 2010 – - Shoot! Music feat. MaLoY
  - "Step 2 the Music" (Single)
- DIVERSE
  - Dance Dance Revolution – - Joc video KONAMI
  - Tonight Is The Night – - Le Click Album – - dublare